# 佐倉草ぶえの丘
佐倉草ぶえの丘（さくらくさぶえのおか、英: Sakura Kusabue-no-Oka）は、千葉県佐倉市にあるレジャー施設である。単に草ぶえの丘とも呼ばれる。

## 概要
飯野820番地に所在する。面積は、およそ3万坪（およそ10万平方メートル）である。1979年（昭和54年）5月1日に開園された。農林水産に関わる資源の様々な目的での利用を推進し、地域の産業を発展させ、市民が健康な心身を保持・増進することに寄与することを目的として開設された。バラ園、ミニ鉄道、キャンプ場、ログハウス、研修センター、アスレチックス遊具、ふれあい動物園、宿泊施設、旧増田家住宅などがある。
ミニ鉄道は、線路の全長が1.1キロメートルであり、軌道幅5インチ（およそ12.7センチメートル）と7インチ（およそ17.8センチメートル）の三線軌条の路線が敷設されている。都営地下鉄三田線に用いられた6000形電車の6145号車と6146号車が展示・保存されている。2017年（平成29年）4月1日より佐倉市によって管理・運営されている。2019年（令和元年）5月1日にはシェアハウスが開設されている。

## バラ園
佐倉草ぶえの丘バラ園は、2006年（平成18年）に開園された。約13,000平方メートルの敷地面積があり、約1,250種類、2,500株のバラが植栽されている。特定非営利活動法人バラ文化研究所によって管理・運営が行われている。資料室には、バラ育種家の鈴木省三が収集した資料などが収められている。2014年（平成26年）には、ハンチントン図書館のザ・グレート・ロザリアンズ・オブ・ザ・ワールドより「殿堂入りバラ園」に選ばれ、表彰を受けている。2015年（平成27年）には、世界バラ会連合の主催による第17回世界バラ会議において優秀庭園賞を受賞した。

## ポニョ
2020年（令和2年）2月に生まれ、農業を営む男性がペットショップで購入し、飼育していたメスのヤギが、同年5月21日に脱走し、京成電鉄京成本線の京成佐倉駅と京成臼井駅の間の線路沿いにある、高さおよそ20メートルの急勾配ののり面に迷い込んで棲み付いた。崖のような急斜面で暮らす姿から、スタジオジブリによる映画作品『崖の上のポニョ』にちなんで「ポニョ」と呼ばれるようになった。同年8月11日の午前7時頃に捕獲された後、佐倉市が受け入れ、同月29日より佐倉草ぶえの丘で一般公開が始まった。

## アクセス
公共交通機関を利用する場合、京成電鉄京成本線京成佐倉駅から佐倉市コミュニティバス（内郷ルート）でおよそ20分の「草ぶえの丘」停留所下車すぐである。自動車を利用する場合、京成佐倉駅からはおよそ10分であり、東日本旅客鉄道（JR東日本）佐倉駅からはおよそ15分であり、東関東自動車道の佐倉インターチェンジからはおよそ25分である。